# Gułów (województwo dolnośląskie)
Gułów (do 1945 r. niem. Gaulau) – wieś w Polsce położona w województwie dolnośląskim, w powiecie strzelińskim, w gminie Wiązów.

## Podział administracyjny
W latach 1975–1998 miejscowość administracyjnie należała do województwa wrocławskiego.

## Zabytki
Do wojewódzkiego rejestru zabytków wpisane są:
- Kościół filialny pw. Matki Bożej Królowej Polski, z początku XV w., połowy XVI w., XIX w. Kościół jest budowlą orientowaną, jednonawową, murowaną, wzniesioną na rzucie prostokąta z wyodrębnionym prezbiterium, z zakrystią od północy, kruchtą od południa i wieżą od zachodu, nakryty dwuspadowym dachem[5].
- Zespół dworski, z XVIII-XX w.:
  - dwór, z 1920 r.
  - folwark
  - ogród
  - kamienny mur z bramą